# Ектопични уретер
Ектопични уретер (ЕУ) или уретерална ектопија  је медицинско стање у коме уретер, уместо да се завршава на мокраћној бешици, завршава на другом месту.  Код мушкараца ово место је обично уретра, а код жена уретра или вагина.  ЕУ може бити удружен са дисплазијом бубрега, честим инфекцијама уринарног тракта и уринарном инконтиненцијом. Ектопични уретери се налазе код 1 од сваких 2000–4000 пацијената,  и може бити тешко дијагностиковати, али се најчешће виде на компјутеризованој томографији.
Ектопични уретер је обично резултат дуплицираног бубрежног сабирног система, дуплекс бубрега са два уретера. У овом случају, обично један уретер правилно дренира у бешику, при чему се дуплирани уретер приказује као ектопични.  Ектопични уретер код мушкараца обично се дренира у простату (у 50% случајева).
Обострана једносистемска уретерална ектопија је ретка и обично коегзистира са мноштвом других аномалијама уринарног тракта (нпр. ВУР, бубрежна дисплазија, рудиментарни развој бешике). 

## Релевантна анатомија
Уретери су упарене мишићне цеви које иду од бубрежне карлице до мокраћне бешике. На свом путу они пролазе у кроз ретроперитонеално везивно ткиво на серпентински начин. Уретери пролазе  и кроз три природна сужења:
- уретеропелвични спој,
- укрштање илијачних крвних судова,
- уретеровезикални спој (УВС),  који се може поделити на дела дела:
  - терминални део (јукставезикални уретер),
  - интрамурални део,
  - субмукозни део (испод слузокоже бешике).

Од бубрежне карлице до илијачних крвних судова, уретер се назива трбушни или абдоминални уретер. Од илијачних крвних судова до мокраћне бешике, уретер се назива карлични уретер.

## Епидемиологија
Морбидитет
Инциденција ектопичних уретера је отприлике 1 случај на 2.000 новорођенчади.
Отприлике 10% је обостраноно.
Полне разлике
Ектопични уретери се чешће јављају код жена него код мушкараца (са мушко женским односом 6:1). И док код жена, више у од 80% ектопичних уретера мокраћу дренира удвостручени системе, код мушкараца, у већина ектопичних уретера мокраћу дводи један систем.

## Етиопатогенеза
Ембрионални пупољак уретера, као рани прекурсор уретера, грана се од каудалног дела вулфовог (мезонефричног) канала између четврте и шесте недеље гестације. Кранијални део пупољка уретера спаја се са метанефричним бластемом и почиње да изазива формирање нефрона. Пупољак се затим грана у бубрежну карлицу и чашице и индукује формирање нефрона. Каудално, мезонефрични канал (заједно са уретералним пупољком) је уграђен у клоаку док формира тригон бешике. Промене у броју пупољака, положају или времену развоја доводе до аномалија уретера.
Рано гранање једног пупољка уретера доводи до непотпуног (делимичног) удвајања, са једним отвором уретера и бифидним проксималним уретерима. Додатни уретерални пупољак ствара потпуну дупликацију, при чему горњи уретер обично вири у мокраћну бешику пут унутра и ниже од доњег уретера. Ектопични завршетак једног система или уретера дуплекс система је резултат високог (кранијалног) порекла уретералног пупољка из мезонефричног канала. Због закаснеле инкорпорације уретералног пупољка у бешику, резултујући положај отвора уретера је каудални и медијални или се у тежим случајевима убацује у једну од структура Волфовог канала као што је горе наведено.
Функција уретера је да ефикасно транспортује уринарни болус од малих чашица бубрега до мокраћне бешике под прихватљиво ниским притисцима. Ефикасност овог задатка зависи од адекватне коаптације зида уретера да би се покренуо уринарни болус. Ако уретер не успе да пропагира перисталтички талас, статички мокраћа растеже горњи уринарни тракт и смањује коаптацију лумена. Други фактори који могу утицати на транспорт уретера укључују запремину мокраће и притисак у мокраћној бешици.
Код мушкараца, уретери се увек завршавају проксимално од спољашњег сфинктера и могу се наћи на:
- врату мокраћне бешике/простатичној уретри (48%),

- семенским везикулима (40%),

- ејакулационом каналу (8%),

- семеноводу (3%)

- епидидимис (0,5%).

Код жена, уретери се могу завршавати на:
- врату мокраћне бешике/уретри (35%),
- предворју (30%),
- вагини (25%)
- материци (5%).

Приближно 80% свих ектопичних уретера дренира горњи пол удвострученог бубрега.

## Терапија
Операција је једини начин лечења ектопичног уретера. Циљ је да исправе проблем и испразни мокраћу из  бубрега како би се спречило оштећење. Неке од најчешћих операција су:
Уретероуретеростомија
Ова операција третира ектопични уретер и дуплекс бубрег стварањем И-слике везе између ектопичног уретера и нормалног уретера.
Реимплантација уретера
Ова операција причвршћује уретер у исправан положај у зиду мокраћне бешике.
Уретеростомија
Хирург ствара отвор (стому) на површини коже на трбуху, кроз коју мокраћа из бубрега излази  ван тела и скупља се у врећици или пелени.
Нефректомија
Хирург у овој методи уклања део  бубрега (делимична нефректомија) или цео бубрег (радикална нефректомија). Нефректомија се примењује само као последња опцију када је функција бубрега ниска, а други бубрег здрав.

## Прогноза
Исход аномалија уретера углавном зависи од присуства или одсуства опструкције и/или инфекције и повезане повреде бубрега. У недостатку ових промена, лечење можда неће бити потребно, посебно у случају изолованих аномалија удвострићеног (дупликације) уретера, ВУР ниског степена, мале ортотопске уретерокеле или неопструираног примарног мегауретера без рефлукса.